# Burmeistera sodiroana
Burmeistera sodiroana är en klockväxtart som beskrevs av Alexander Zahlbruckner. Burmeistera sodiroana ingår i släktet Burmeistera och familjen klockväxter. IUCN kategoriserar arten globalt som livskraftig.
Artens utbredningsområde är Ecuador. Inga underarter finns listade i Catalogue of Life.